# مسة
مسة أو ماسة هي قرية صغيرة تقع في شرق ليبيا وتبعد 10 كم غرب مدينة البيضاء. تحيط بها المزارع، وفيها جمعية عين الصقر التراثية التي تحوي مقتنيات قديمة. كان اسمها لويجي راتسا أيام العهد الإيطالي على الوزير الإيطالي لويجي راتسا [الإيطالية].

## مسة في التاريخ
منطقة ماسه كانت في العصور القديمة من أهم المراكز التجارية، فقد إنشاءت في وقت حضارة الإغريق في بداية القرن السادس ونهاية القرن الخامس قبل الميلاد، بعد أن أنشاؤ عاصمتهم في قورينا (شحات)، ثم امتد نفوذهم غربا ً فأسسوا منطقة بالاغراي (مدينة البيضاء)، وانشؤا بها مصنع خاص بالنبيذ، ولكن كانت تلك المنطقة تعاني من نقص في عدد الكروم، فلم يكن امامهم الا الزحف والامتداد غربا ً حتي وجدو ضالتهم، فأسسوا منطقة واطلقوا عليهم اسم أرتميس (أرتميس) نسبة إلى ألهه الرعي وحماية الشباب والخمر عند الإغريق وبها مدينة أثرية متكاملة حول نبع المياه شمال القرية. تشتهر بمقابر كثيرة تمتد حتى نبع أم اقبيبه كما تمتاز القرية بزراعة الكروم لدي الإغريق ثم تحور هذا الاسم فيما بعد، ولكن بقي سبب التسمية على حاله فسميت أيضا ً (ام الدالية) ثم عاد الاسم الأول من جديد بالظهور ولكن بعد أن تعرض للكثير من التحويرات فأتي الاسم الحالي (ماسه – مسه).
إذ تعد هذه المنطقة من المناطق القديمة بالجبل الأخضر، حيث يبلغ عمرها إلى أكثر من (2500)سنة، كما أن كرومها ونبيذها صُدر إلى بلاد الإغريق، وذلك بعد نقله منها إلى بالاغراي، ومنها إلى العاصمة قورينا ومنها عن طريق مينائها أبولونيا – سوزوسا (سوسة) يُصدر إلى الوطن الام وهي بلاد الإغريق (اليونان).
وتوجد بها العديد من العيون ابرزها عين مسه، كما توجد بها عدة مباني قديمة كقصر الملك ادريس السنوسي والكنيسة القديمة (جمعية عين الصقر الآن) وساحتها المعروفة بـ(البياصة)

## معرض الصور

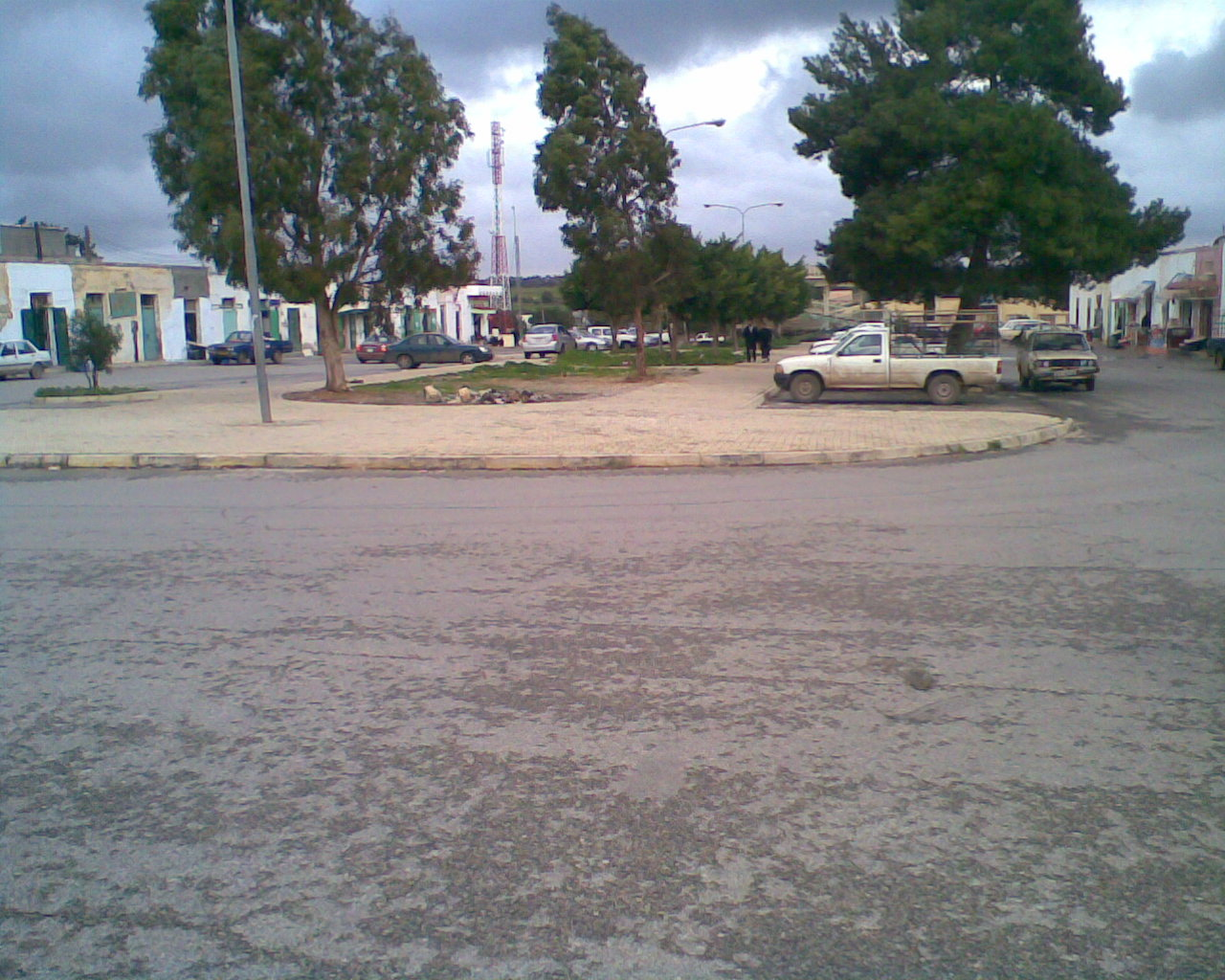
ميدان السوق في مسة "سوق مسة"
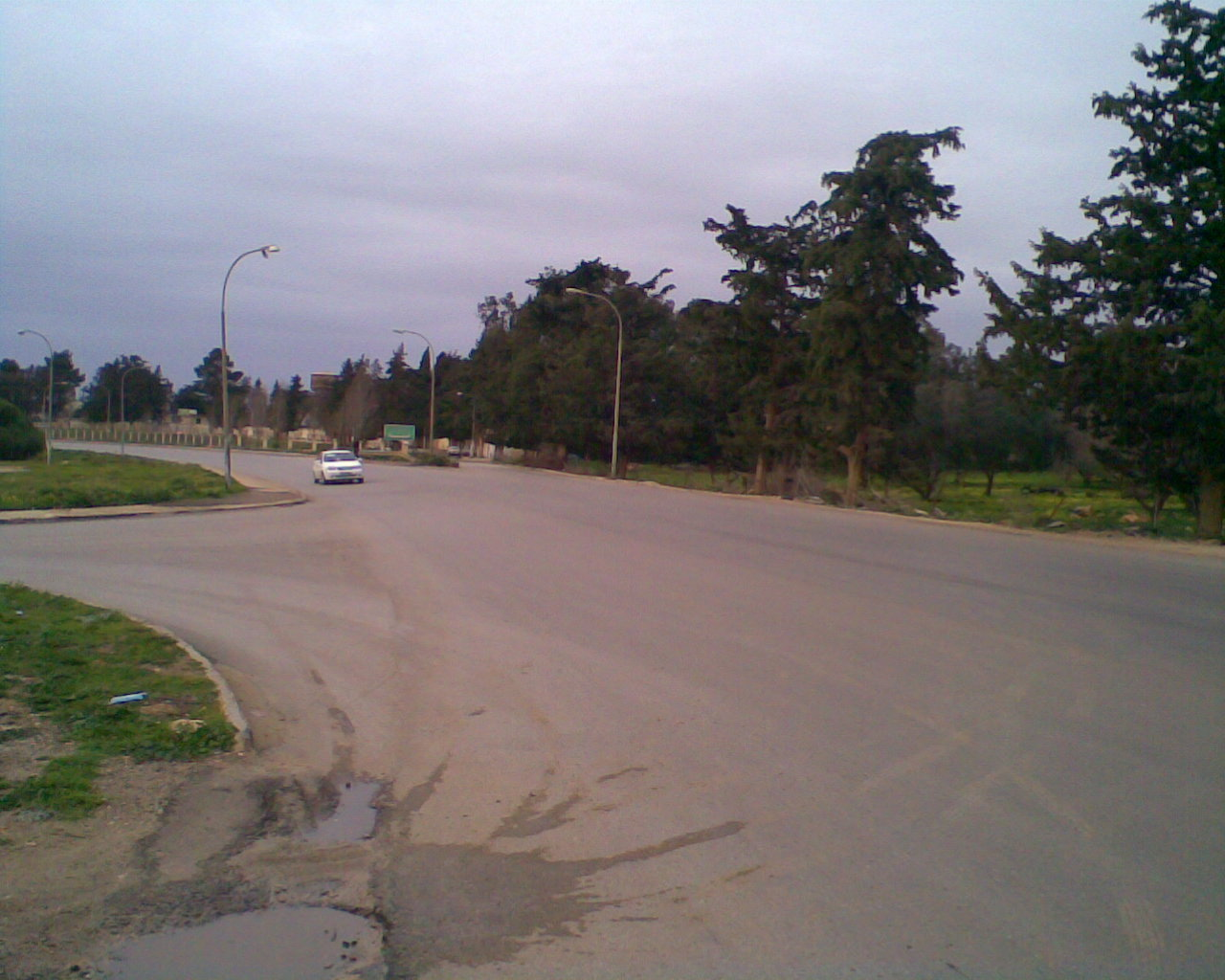
مدخل مسة الشرقي طريق البيضاء
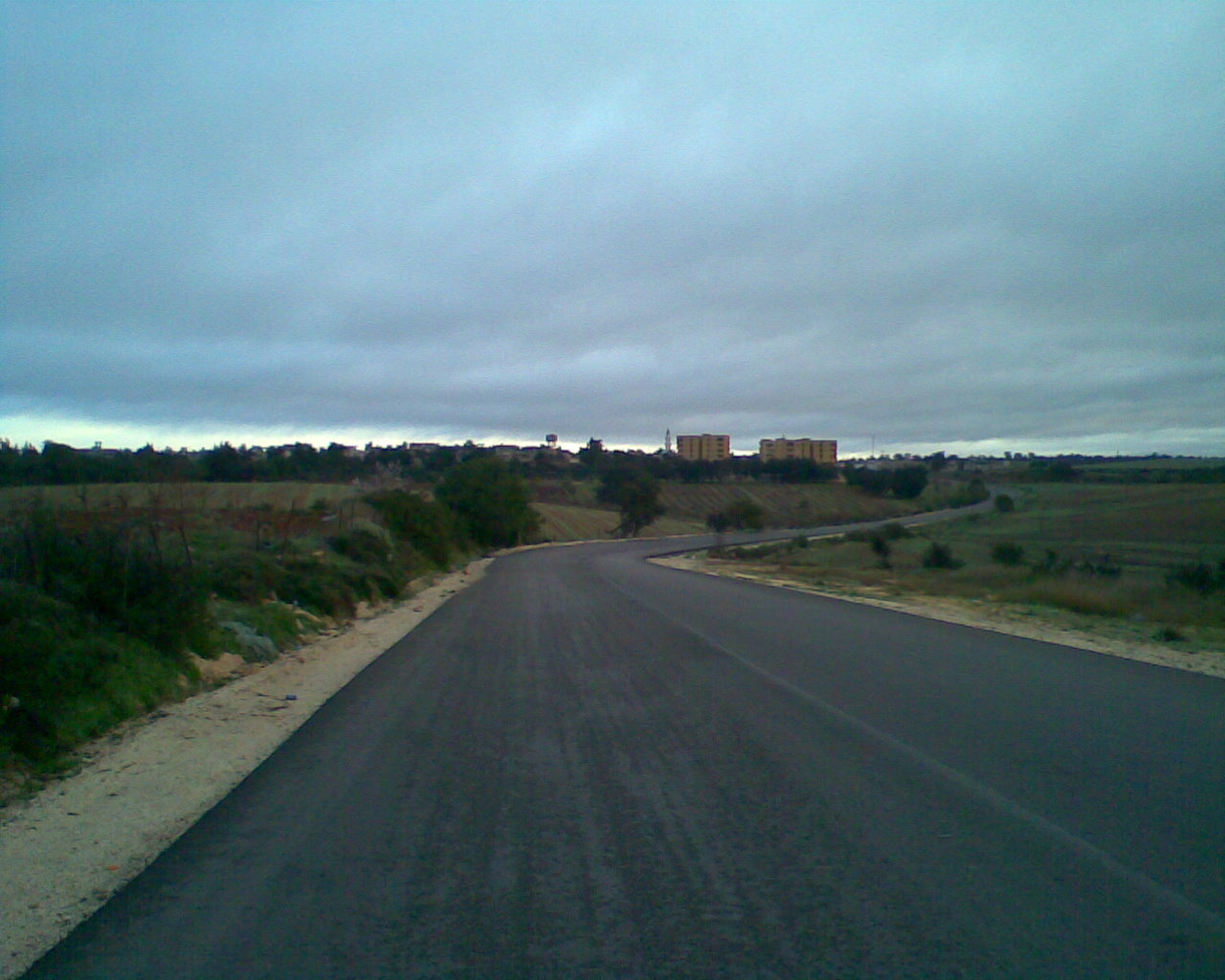
مدخل مسة الغربي
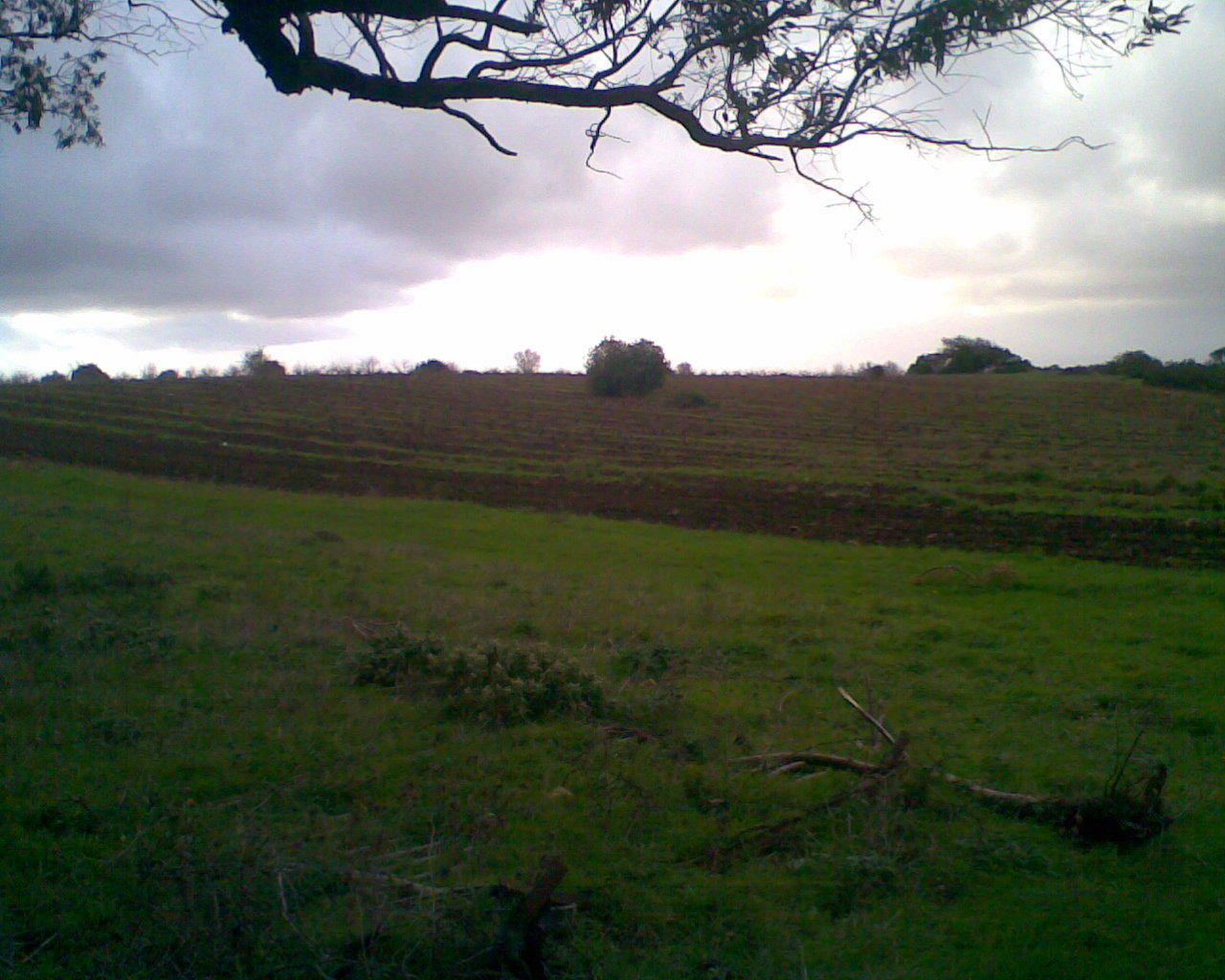
من المزارع المحيطة بمسة
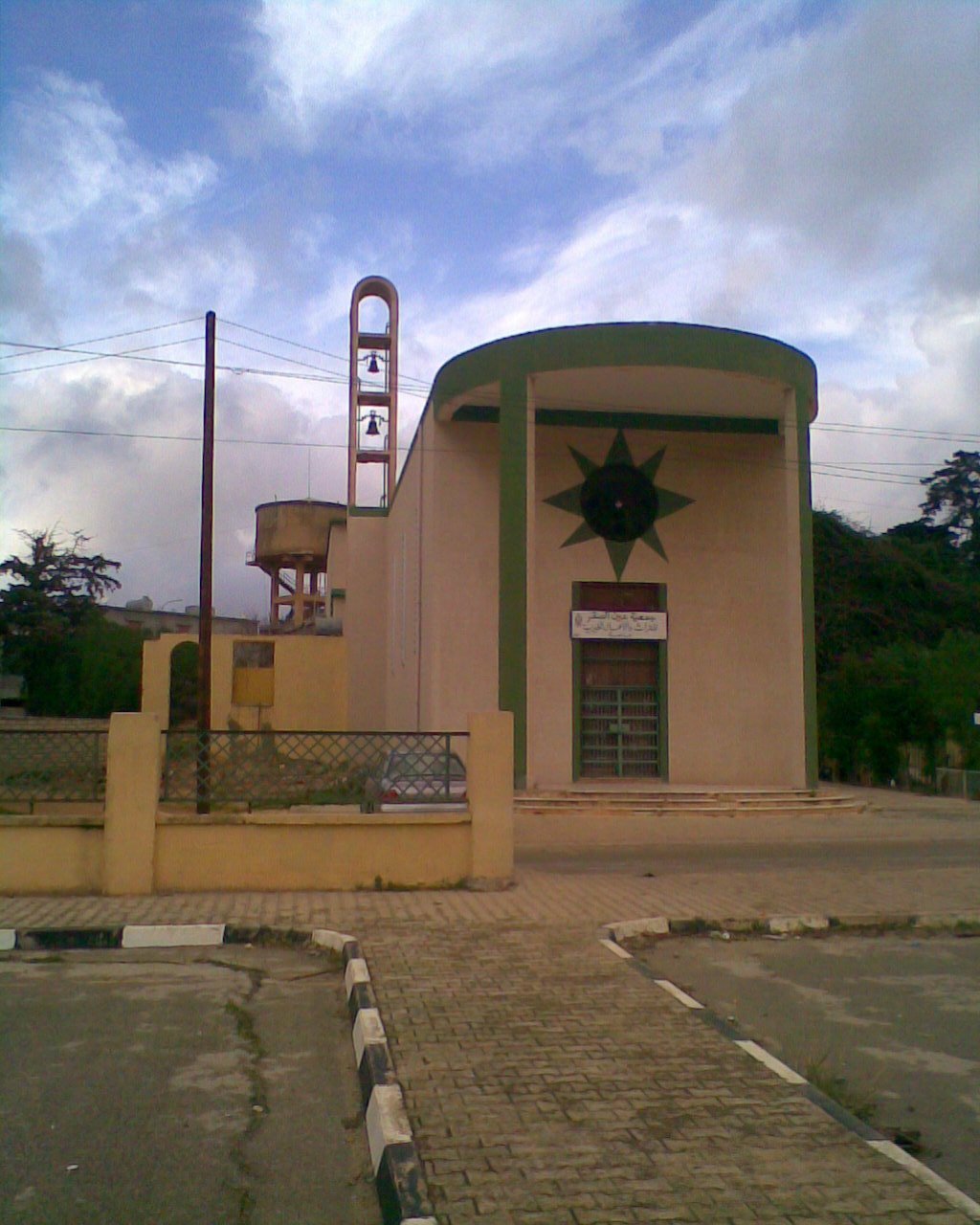
مقر جمعية عين الصقر (في كنيسة إيطالية قديمة)
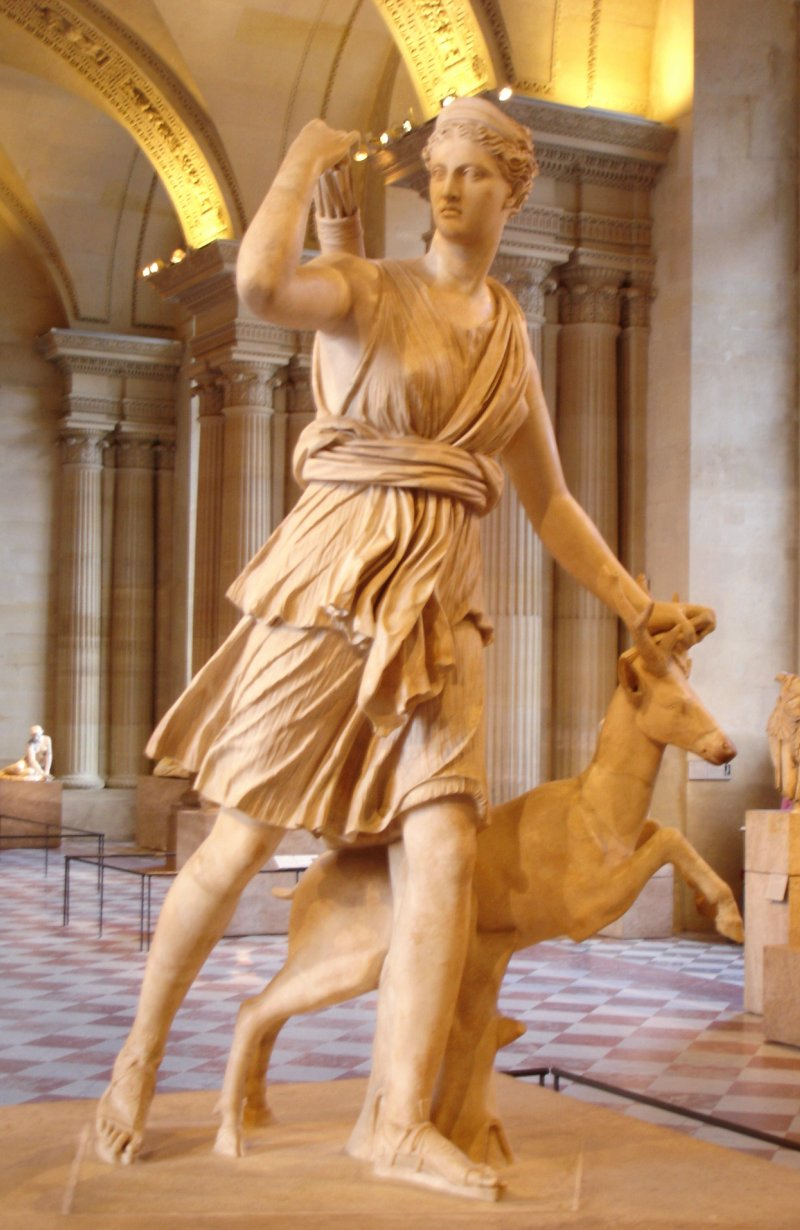
أرتميس